# Pauvreté en Géorgie

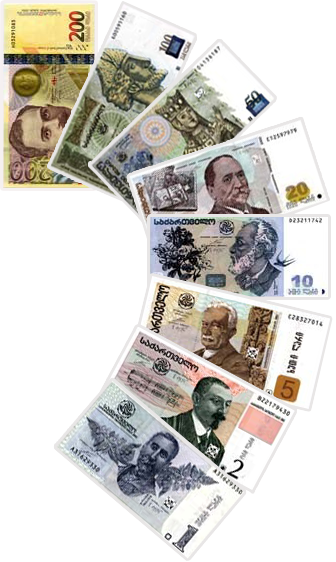
Billets de banque géorgiens (lari)

La pauvreté en Géorgie touche entre 20 % et 25 % de la population depuis une quinzaine d'années selon l’Office national des statistiques: elle est quantifiée par le pourcentage de population accédant à moins de 60 % du revenu médian dans le pays. 

## Office national des statistiques de Géorgie
Les réformes libérales qui ont suivi la Révolution des Roses de 2004 ont diminué statistiquement de 15% la pauvreté dans le pays.
À contrario les conséquences de la guerre russo-géorgienne de 2008 et la crise économique mondiale de 2007 à 2009 l'ont augmenté de 10 %.
L'alternance politique de 2012 a apporté une stabilisation du seuil de pauvreté relatif à plus de 20 % de la population, soit 764 568 des 3 729 600 Géorgiens recensés en 2018: 
| Année | Pourcentage |
| ----- | ----------- |
| 2004  | 24,6        |
| 2005  | 24,1        |
| 2006  | 21,8        |
| 2007  | 21,1        |
| 2008  | 22,6        |
| 2009  | 21,6        |
| 2010  | 22,8        |
| 2011  | 23,0        |
| 2012  | 22,4        |
| 2013  | 21,5        |
| 2014  | 21,4        |
| 2015  | 20,2        |
| 2016  | 21,0        |
| 2017  | 22,3        |
| 2018  | 20,5        |

## Institutions internationales
Les institutions internationales ne reprennent pas toujours le mode de calcul de l’Office national des statistiques de Géorgie.

### Banque asiatique de développement
Pour 2016, la Banque asiatique de développement publie le chiffre de 21,3  %.

### Banque mondiale
La Banque mondiale estime que la pauvreté a touché 32 % de la population géorgienne en 2014, selon le critère de revenu de moins de 2,5 dollars par jour. 
Selon le critère de revenu de moins de 1,90 dollar par jour, elle estime que le pourcentage de la population géorgienne ayant vécu en extrême pauvreté est monté à 20 % de la population en 2000, a oscillé autour de 10% jusqu’en 2010 et atteint 5 % en 2015, année où le produit intérieur brut moyen par habitant, et par jour, était de 10,3 dollars.

### Nations unies
Le Programme des Nations unies pour le développement en Géorgie estime que le pourcentage de la population géorgienne vivant sous le seuil de pauvreté est de 21,9 % en 2017 et que 10,1 % des Géorgiens vivent des aides sociales.

## Situation des régions administratives
Selon une étude de la Banque mondiale, les pourcentages de population vivant avec moins de 2,5 dollars par jour en 2014 étaient les suivants:
| Région                                | Pourcentage |
| ------------------------------------- | ----------- |
| Samtskhé-Djavakhétie                  | 17,6        |
| Tbilissi                              | 18,6        |
| Adjarie                               | 31,9        |
| Iméréthie                             | 34,6        |
| Ratcha-Letchkhoumie et Basse Svanétie | 34,6        |
| Kakhétie                              | 35,3        |
| Mingrélie-et-Haute-Svanétie           | 36,8        |
| Basse Kartlie                         | 42,4        |
| Gourie                                | 45,3        |
| Mtskheta-Mtianeti                     | 49,3        |
| Kartlie intérieure                    | 51,9.       |

## Conséquences
Les conséquences, démographiques et économiques, sont multiples, exode rural, émigration économique (frisant officiellement les 100 000 départs par an depuis 2009, mais probablement supérieure avec les départs illégaux), moindres retours des étudiants diplômés dans les universités étrangères et création de diasporas importantes à l'étranger.